# Фантомний біль (явище)
Фантомний біль — явище, яке описують як відчуття, якого зазнає особа стосовно кінцівки чи органу, що фізично не належать до тіла. Втрата кінцівки є результатом або ампутації, або вродженої відсутності. Однак почуття фантомного болю також можуть виникати внаслідок розриву нервів чи пошкоджень спинного мозку.

## Сутність
Найчастіше ці відчуття реєструють після ампутації руки чи ноги, проте вони можуть виникати внаслідок видалення грудей чи внутрішнього органу. Фантомний біль кінцівок це відчуття болю у відсутній кінцівці чи її частині. Сила болю варіюється залежно від людини.
Фантомна кінцівка – це термін, що вживається для позначення будь-якого відчуттєвого явища (крім болю), що спостерігається у відсутній кінцівці чи її частині. Відомо, що щонайменше 80% людей, які мали ампутацію, до певної міри відчувають фантомні відчуття в певний період свого життя. Деяких людей такий біль тією чи іншою мірою супроводжує до кінця їхніх днів.
Вперше термін "фантомна кінцівка" ввів американський невролог Сілас Вейр Мітчел у 1871 році. Мітчел описував, що "тисячі примарних кінцівок полюють на стількох же хороших солдатів, регулярно катуючи їх". Проте ще в 1551 році французький військовий хірург Амбруаз Паре вперше задокументував фантомний біль, звітуючи, що "А щодо пацієнтів, довший час після ампутації ті кажуть, що досі відчувають біль в ампутованій частині".

## Види
Існують різні види відчуттів, які може почувати людина:
- Відчуття, що стосуються положення кінцівки, її довжини чи об'єму, наприклад, відчуття, що відсутня кінцівка поводиться як зазвичай: зігнене при сидінні коліно, або відчуття важкості.
- Відчуття руху (наприклад, що відсутня кінцівка рухається)
- Відчуття дотику, температури, тиску чи свербіння. Часто звітують про відчуття тепла, поколювання та болю.

## Епідеміологія
Фантомний біль та фантомні відчуття кінцівок пов'язані між собою, але їх необхідно чітко розрізняти. В той час, як фантомних відчуттів зазнають особи із вродженою відсутністю кінцівки, травмами спинного мозку та ампутацією, фантомний біль з'являється майже винятково внаслідок ампутації. Майже одразу після ампутації 90-98% пацієнтів звітують про прояви фантомних відчуттів. Близько 75% з них потерпають від фантомів щойно анестезія завершить свою дію, а решта 25% пацієнтів відчувають фантоми через кілька днів або тижнів. З-поміж тих, хто зазнає незначних відчуттів, більшість також доповідають про виразні больові відчуття.
Ні вік, ні стать пацієнта не мають впливу на тривалість і власне сам напад фантомного болю. Результати одного з досліджень ампутацій нижніх кінцівок показали, що чим менша довжина кукси, тим частіше трапляється помірний або сильний фантомний біль.

## Патофізіологія
Неврологічні підґрунтя та принципи фантомного болю походять з експериментальних теорій та спостережень. Вкрай мало відомо про достеменні принципи утворення фантомних болів, багато теорій значним чином збігаються. Історично вважалось, що фантомні болі виникають через невроми, розташовані в куксі кінцівки. Травматичні невроми, або пошкодження нервів непухлинного походження, часто утворюються після операцій та є наслідком аномального росту пошкоджених нервових волокон. Хоча куксові невроми й сприяють фантомному болю, вони не є єдиним чинником. Доказом цього є те, що пацієнти із вродженою відсутністю кінцівки теж часом можуть від нього потерпати. З цього випливає, що за больові відчуття відповідає саме центральне уявлення про кінцівку.

### Периферійні механізми
Невроми в куксі, утворені внаслідок пошкодження нервових закінчень, здатні генерувати аномальний потенціал дії; їх історично вважали основним чинником фантомного болю. Хоча невроми й можуть сприяти фантомному болю, він не зникає повністю після лікування периферійних нервів агентами блокування провідності. Фізична стимуляція невром може підвищити активність волокон групи C, а отже і посилити фантомні болі, проте біль все ще залишається після того, як невроми припинили генерувати потенціал дії. Вважають, що периферальна нервова система має щонайбільше модуляційний вплив на фантомний біль кінцівки.

### Спинномозкові механізми
Крім периферійних, спинномозкові механізми також вважають такими, що мають вплив на фантомні болі. Оскільки пацієнти з важкими травмами спинного мозку страждали на фантомні болі, то повинен існувати центральний механізм, що відповідає за їх генерування.

### Центральні механізми та кортикальне перепризначення
За звичайних обставин, протягом людського життя генетично зумовлена нервова схема мозку є здебільшого сталою. Донедавна вважалось, що у мозку дорослого ссавця не може виникати нових нервових зв'язків. Проте нещодавно дослідження за допомогою функціональної МРТ серед пацієнтів з ампутованими кінцівками показали, що майже в них усіх відбулось моторне кортикальне перепризначення. Більшість моторного перевпорядкування сталось як зсув ділянки кори головного мозку, що відповідає за руку, вниз на ділянку проєкції обличчя, особливо губ. Деколи відбувається зсув ділянки проєкції руки в бік іпсілатеральної кори головного мозку. У пацієнтів з фантомним болем перевпорядкування було настільки значним, що спричинювало зміну в кортикальній проєкції губ у ділянки рук лише під час руху губами. Також з'ясували, що існує висока кореляція між силою фантомного болю та межі, до якої відбувався зсув кортикальної проєкції рота у ділянку руки у моторному та соматосенсорному перевпорядкуванні.

#### Нейроматриця
Теорія нейроматриці пропонує версію, що існує обширна мережа, що з'єднує таламус з корою головного мозку, та кору головного мозку з лімбічною системою. Ця теорія виходить за рамки теорії схеми тіла та залучає усвідомлення самого себе. Згідно з нею усвідомлення та сприйняття самого себе утворюються в мозку згідно з шаблонами повідомлень, які можуть бути змінені іншими повідомленнями чуттів. Мережа є зумовлена генетично та може змінюватись впродовж людського життя різноманітними повідомленнями чуттів для створення нейропідпису. Нейропідпис це є підпис певної частини тіла, що визначає те, як ця частина свідомо сприймається. Системи повідомлень, що докладаються до нейропідпису, є в першу чергу соматосенсорними, лімбічними та таламокортикальними. Теорія нейроматриці має на меті пояснити, як певна діяльність, пов'язана з болем, веде до усвідомленого сприйняття фантомного болю. Навіть після ампутації кінцівки стійкість нейропідпису може спричиняти фантомні відчуття та біль. Фантомний біль може з'явитись внаслідок аномального перевпорядкування у нейроматриці.
Внаслідок того, що теорія нейроматриці нездатна пояснити чому послаблення фантомних відчуттів вкрай нечасто позбавляє від фантомного болю, виникають протилежні до неї теорії. Ця теорія також не пояснює, чому деякі люди з ампутованими кінцівками не відчувають фантомного болю взагалі.

## Лікування
Для лікування фантомного болю вдаються до різних методик. Лікарі можуть призначати ліки проти болю. Певні антидепресанти чи протиепілептичні засоби продемонстрували позитивний вплив на полегшення фантомного болю. Часто також використовують фізичні методи на кшталт легкого масажування, електростимуляції та контрастної терапії, які показують різну ефективність..
Існує багато різних варіантів лікування на стадії активного дослідження. Більшість методик не беруть до уваги власне засадові принципи фантомних болів та відповідно не є ефективними. Однак існує кілька видів терапії, які здатні полегшити біль для деяких пацієнтів, зазвичай частка успішних випадків сягає 30%. Важливо додати, що цей рівень не перевищує ефекту плацебо. Також необхідно зазначити, що через те, що рівень кортикальної реорганізації є пропорційним до рівня фантомного болю, будь-які заворушення у зоні ампутації можуть посилити больові відчуття.

### Нехірургічні засоби

#### Метод дзеркальної коробки
Метод дзеркальної коробки створює ілюзії руху та дотику у фантомній кінцівці шляхом викликання соматосенсорних та моторних сполучень між фантомною та реальною кінцівкою. Багато пацієнтів потерпають від болю внаслідок стиснення фантомної кінцівки, і, оскільки остання не піддається добровільному керуванню, її розтискання стає неможливим. Згідно з цією теорією, фантомну кінцівку відчувають паралізованою, оскільки відсутній зворотній зв'язок від неї до мозку та навпаки. Вілаянур С. Рамахандран вважає, що якщо мозок отримує візуальний сигнал, що кінцівка порухалась, то фантомну кінцівку розпаралізує.
Хоча використання методу дзеркальної коробки у деяких випадках довело свою ефективність, поки що немає єдиної широковизнаної теорії того, як він працює. У дослідженні фантомного болю 2010 року Мартін Даєрз з колегами відкрили, що "У рандомізованому контрольованому випробуванні, що містило градуйовані зображення руху...та дзеркальні тренування, пацієнти з комплексним синдромом регіонального болю або фантомними болями відчули зменшення болю, а також і покращення під час функціональної посттерапії та огляду через пів року. Отримані дані показали, що порядок лікування мав значення". Це дослідження виявило, що віддзеркалені зображення не посприяли жодній значній кортикальній діяльності у пацієнтів з фантомним болем та підсумувало, що "Оптимальні методи зміни уявлення болю та мозку, як і мозкових механізмів, з яких постає ефект від дзеркального тренування чи зображень руху, все ще невідомі".
У 2011 році Андреас Стефан Росґенджел провів широкомасштабний огляд літератури на тему дзеркальної терапії, де підсумував:
"Для випадку інсульту, існують докази помірного рівня, що дзеркальна терапія в ролі додаткового втручання покращує відновлення діяльності руки, та докази низького рівня стосовно фантомного болю та функціонування нижніх кінцівок після інсульту. Рівень доказів для пацієнтів з комплексним синдромом регіонального болю та фантомними болями є також низьким. Впевнених висновків зробити не можна. Мало що відомо про те, яким саме пацієнтам ця методика допоможе та як саме її необхідно проводити. Майбутні дослідження потрібно фокусувати на стандартизованості кінцевих вимірів та систематичному реєструванні побічних ефектів".

#### Фармакологічне лікування
Фармакологічні методики часто застосовують в парі з іншими варіантами лікування. В такому разі, об'єм ліків, необхідних для знеболення, суттєво зменшується, проте випадки повного припинення прийому ліків бувають вкрай нечасто. Трициклічні антидепресанти на кшталт амітриптиліну та блокатори натрієвих каналів, переважно карбамазепін, часто застосовують для полегшення хронічного болю, а віднедавна — і для спроб зменшення болю фантомного. Полегшення болю можна також досягнути шляхом прийому опіоїдів, кетаміну, кальцитоніну та лідокаїну.

### Хірургічні засоби

#### Глибока стимуляція мозку
Глибока стимуляція мозку це хірургічна техніка позбавлення пацієнтів від фантомного болю. Перед операцією пацієнти проходять такі процедури сканування мозку, як ПЕТ та МРТ, для визначення вдалої траєкторії місця виникнення болю. Далі проводять хірургічну операцію під місцевим наркозом, оскільки в процесі необхідний зворотній зв'язок з пацієнтом. У дослідженні, проведеному Bitter et al., радіочастотний електрод з чотирма контактними точками накладають на мозок. Після встановлення електрода точки дотику поступово змінюють для визначення місць, контакт з якими веде до найбільшого полегшення. Щойно такі місця знайдено, електрод вживляють та прикріплюють до черепа. Після первинної операції проводять вторинну, але вже під загальною анестезією. Підшкірний генератор пульсу вживляють у пекторальну кишеню під ключицею для стимуляції електрода. Було виявлено, що всі троє пацієнтів, що брали участь у дослідженні, відчули задовільне полегшення від болю шляхом глибокої мозкової стимуляції. Болі не було усунено повністю, проте їх інтенсивність було знижено на 50%, а відчуття пекучості цілковито зникло.